# Oskari Friman
Oskari Friman (n. 27 ianuarie 1893, Nurmi⁠(d), Viipuri Province⁠(d), Marele Principat al Finlandei, Imperiul Rus – d. 19 octombrie 1933, Viipuri, Viipuri Province⁠(d), Finlanda) a fost un luptător ce a reprezentat Imperiul Rus, medaliat olimpic. A participat la 2 ediții ale Jocurilor Olimpice (1920, 1924) în care a câștigat două medalii de aur.